# Estêvão Cacella
Estêvão Cacella (Avis, 1585 - Tibete, 1630 ) foi um missionário jesuíta português que viajou através dos Himalaias, sendo o primeiro europeu a entrar no Butão. 
Estevão Cacella juntou-se aos Jesuítas aos dezanove anos e navegou rumo à Índia em 1614, onde trabalhou alguns anos em Kerala. Em 1626 os Padres Cacela e João Cabral, outro jovem padre jesuíta, viajaram de Cochim para Bengala onde passaram seis meses a preparar uma viagem através do Butão, que acabaria por os levar ao Tibete onde encontraram uma missão na cidade Shigatse (próximo do Rio Bramaputra), residência do Panchen Lama e do grande mosteiro tibetano de Tashilhunpo. Cacella chegou a Shigatse em Novembro de 1627 e Cabral seguiu em Janeiro 1628. Embora os jesuítas fossem bem recebidos e acalentassem grandes esperanças para o sucesso da missão em Shigatse, apenas durou poucos anos. A saúde precária de Cacella levou à sua morte em 1630 no planalto Tibetano. 

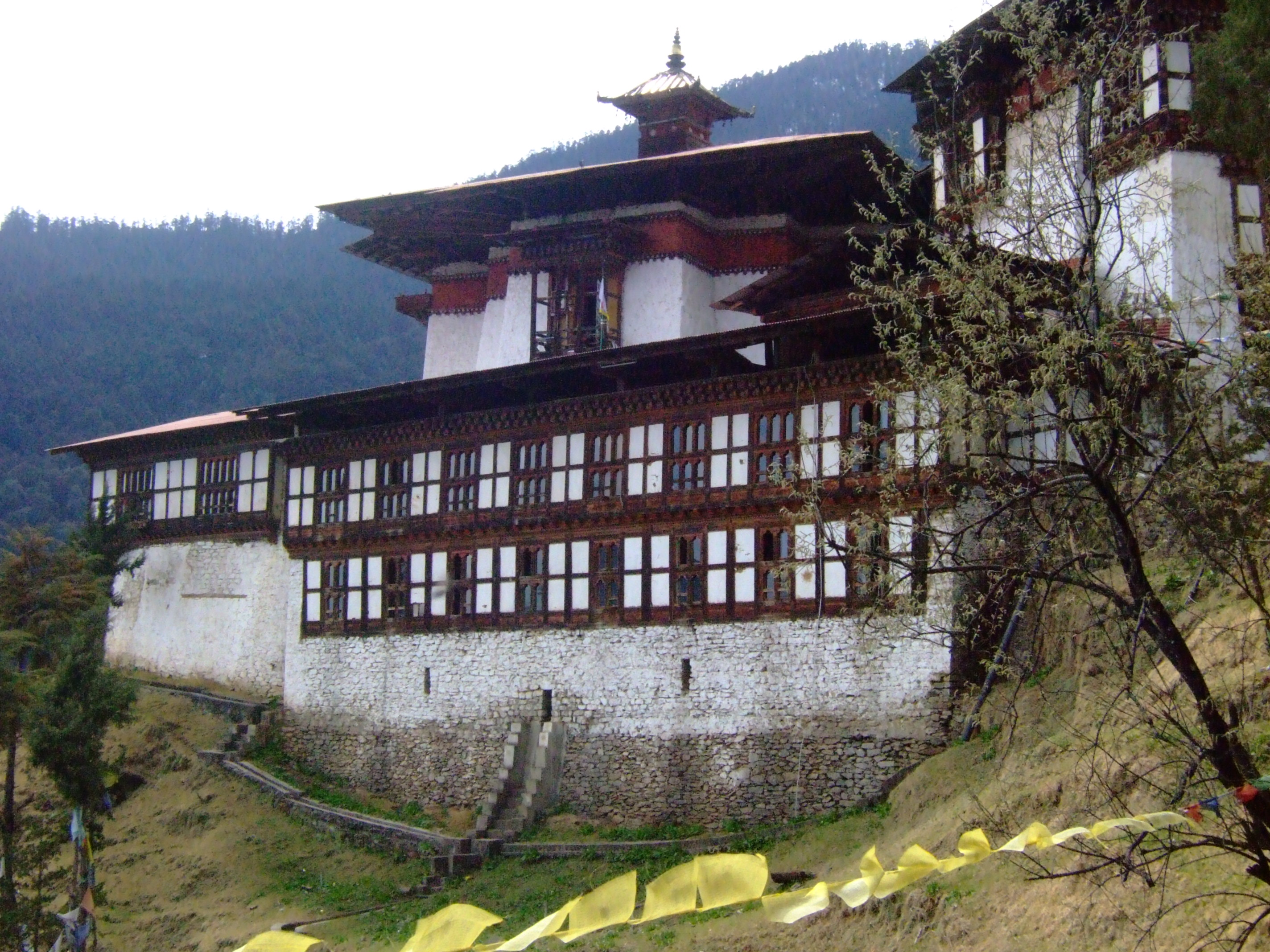
O Mosteiro Chagri, onde Cacella escreveu o seu relato, Butão

No Butão, Cacella e Cabral encontraram Shabdrung Ngawang Namgyel, unificador do Butão, e no fim de uma estadia de quase oito meses no país, o padre Cacella escreveu uma longa carta do Mosteiro Chagri ao seu superior em Cochim, na costa de Malabar. Era um relatório, A Relação, relatando o progresso das suas viagens. Este é o único relato de Shabdrung que resta.
O padre Cacella foi o primeiro europeu a entrar no Butão e viajar através dos Himalaias no
Inverno. Foi também Cacella que, pela primeira vez, descreveu aos europeus um lugar fictício chamado Shambala (termo sânscrito indicando "paz/tranquilidade/felicidade"). De acordo com o budismo tibetano este seria um país ideal localizado a norte ou oeste dos montes Himalaias: no século XX o mito inspirou James Hilton a escrever o romance Horizonte perdido com o seu Shangri-La.

## Ligações Externas
- Article:  FATHER ESTEVAO CACELLA'S REPORT ON BHUTAN IN 1627.
- Estevao Cacella - page at Bhutannica.org